# Božo Grafenauer
Božo Grafenauer, slovenski pravnik in politik, * 1950.
Med letoma 1997 in 2000 je bil minister brez resorja, odgovoren za področje lokalne samouprave.